# رود اولنیوک
 رود اولنیوک رودی است به Olenyok Gulf می‌ریزد. این رود از کشور روسیه می‌گذرد.